# 4157 Izu
A 4157 Izu (ideiglenes jelöléssel 1988 XD2) a Naprendszer kisbolygóövében található aszteroida. Y. Oshima fedezte fel 1988. december 11-én.